# Hełm z Benty Grange

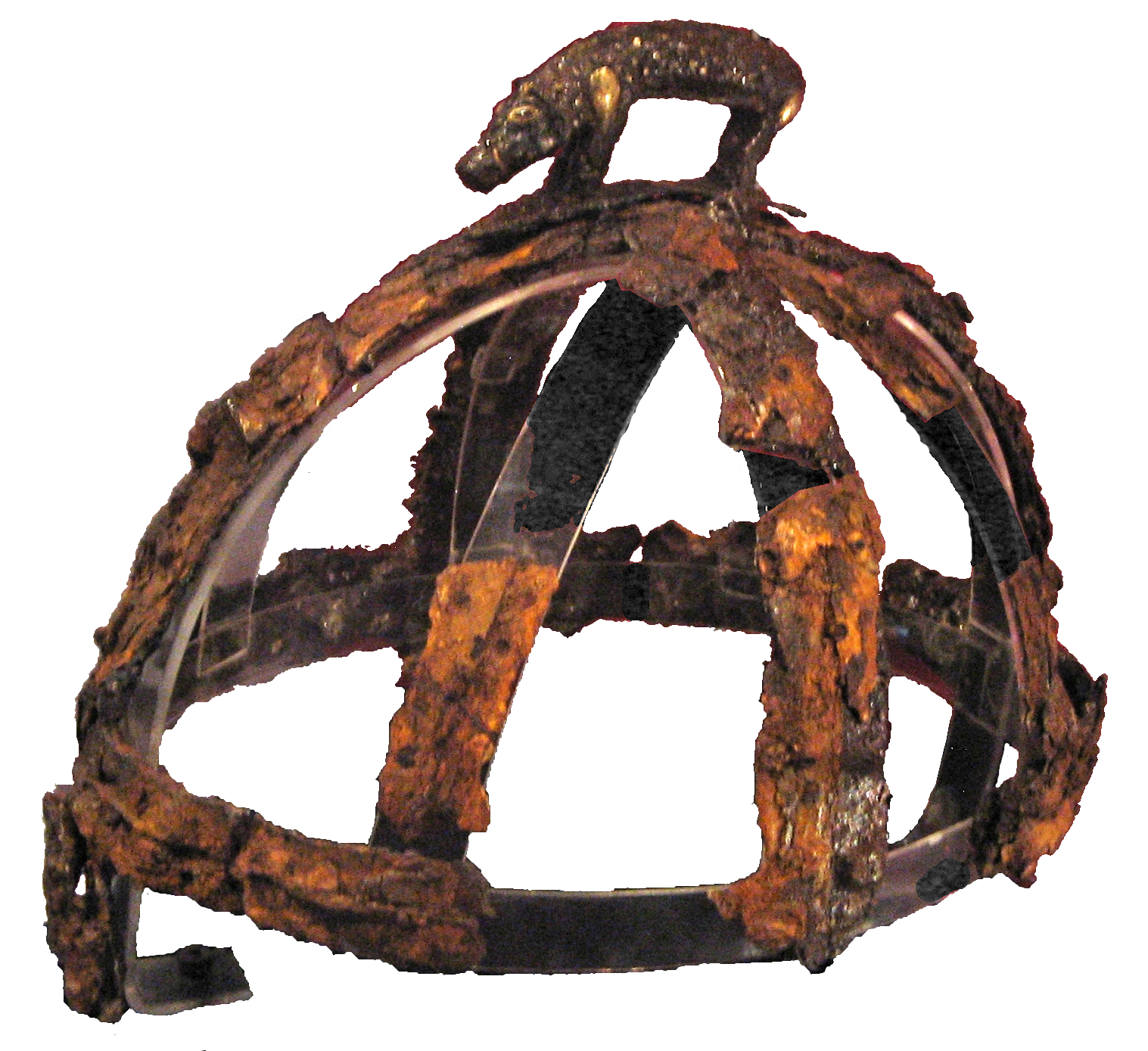
Hełm z Benty Grange

Hełm z Benty Grange – datowany na VII wiek hełm anglosaski, znajdujący się w zbiorach Sheffield’s Weston Park Museum.
Hełm został odkopany 3 maja 1848 roku przez Thomasa Batemana w grobowcu w Benty Grange w hrabstwie Derbyshire. Wykonany jest ze sferycznie ułożonych żelaznych taśm. Przestrzenie między nimi były pierwotnie wyłożone niezachowanymi do dziś rogowymi płytkami. Na szczycie hełmu, w miejscu złączenia taśm, umieszczona została platerowana srebrem figurka przedstawiająca dzika. Oczy zwierzęcia wykonano z granatów ujętych w złoty filigran, ponadto zdobią go miedziane kły i kropki na grzbiecie. Przez grzbiet dzika przebiega szczelina, w której prawdopodobnie umieszczona była figurka jeźdźca bądź szczecina. Na nosalu hełmu umieszczono wykonany ze srebra symbol krzyża, co stanowi nietypowe połączenie ornamentyki pogańskiej i chrześcijańskiej. Cały hełm ma 75 cm w obwodzie i 20,5 cm wysokości (z figurką dzika 24,5 cm).
W 1986 roku wykonano rekonstrukcję hełmu.